# 2S4 Tyulpan
El 2S4 «Tyulpan» (en ruso: 2С4 «Тюльпан», traducido como tulipán) es un mortero autopropulsado soviético.

## Desarrollo y características
Fue identificado por primera vez en el Ejército de la Unión Soviética en 1975, siendo bautizado por la OTAN como M-1975 (el 2S7 Pion también recibió esta denominación), mientras que su denominación oficial es SM-240(2S4). Su diseño está basado en el vehículo minador sobre orugas GMZ, que transporta un mortero de retrocarga M240 de 240 mm montado en la parte posterior del chasis.

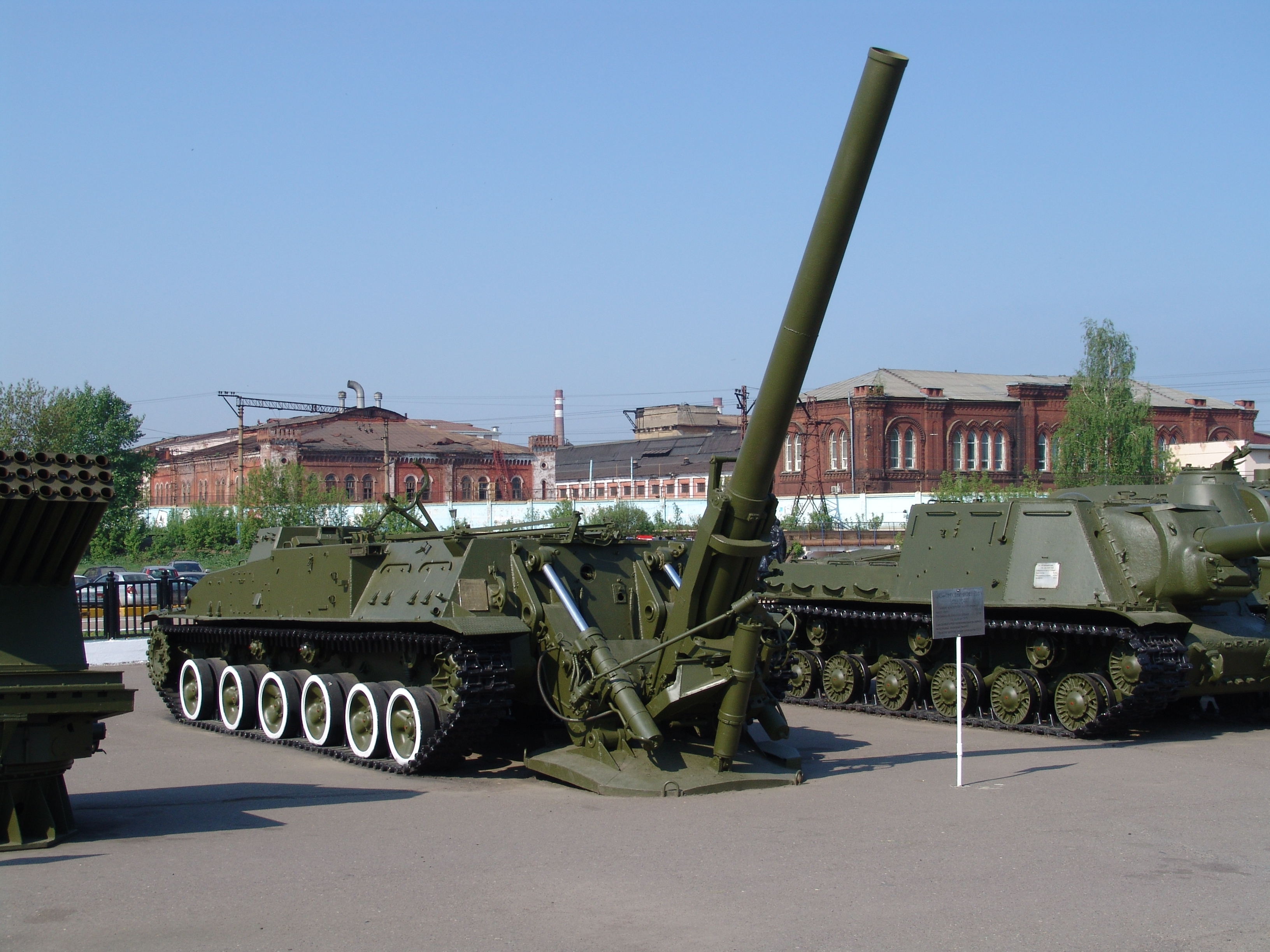
Un 2S4 Tyulpan con su mortero desplegado.

Su tripulación se compone de cuatro soldados, pero necesitan cinco más para accionar el mortero. Este tiene un alcance de 9.650 m, pero existe un proyectil de largo alcance que posiblemente llegue a los 20.000 metros. Debido al gran tamaño de su armamento principal y al peso de su proyectil (un proyectil estándar pesa 130 kg), tiene una baja cadencia de disparo: un proyectil por minuto. Además de proyectiles de alto poder explosivo, puede disparar proyectiles antiblindaje, químicos y nucleares. Además puede disparar el proyectil "Smel'chak" (atrevido, en ruso), el cual es guiado por láser.
El Tyulpan es hoy en día el mortero de mayor calibre utilizado en el mundo.

## Historial de combate
El mortero autopropulsado Tyulpan fue empleado durante la guerra de Afganistán (1978-1992) y la segunda guerra chechena. En ambos conflictos, el proyectil Smel'chak destruyó sus blancos con rapidez, precisión y pocos disparos. El gran poder explosivo de cada proyectil compensa la baja cadencia de disparo del Tyulpan.
Invasión rusa de Ucrania de 2022: utilizado por el ejército ruso.

## Usuarios
- Rusia - 430[3]

### Anteriores usuarios
- Checoslovaquia - Solamente 4 unidades, empleadas desde 1985 hasta 1991.[4]
- Unión Soviética - Heredados por Rusia.